# Rebola a Bola

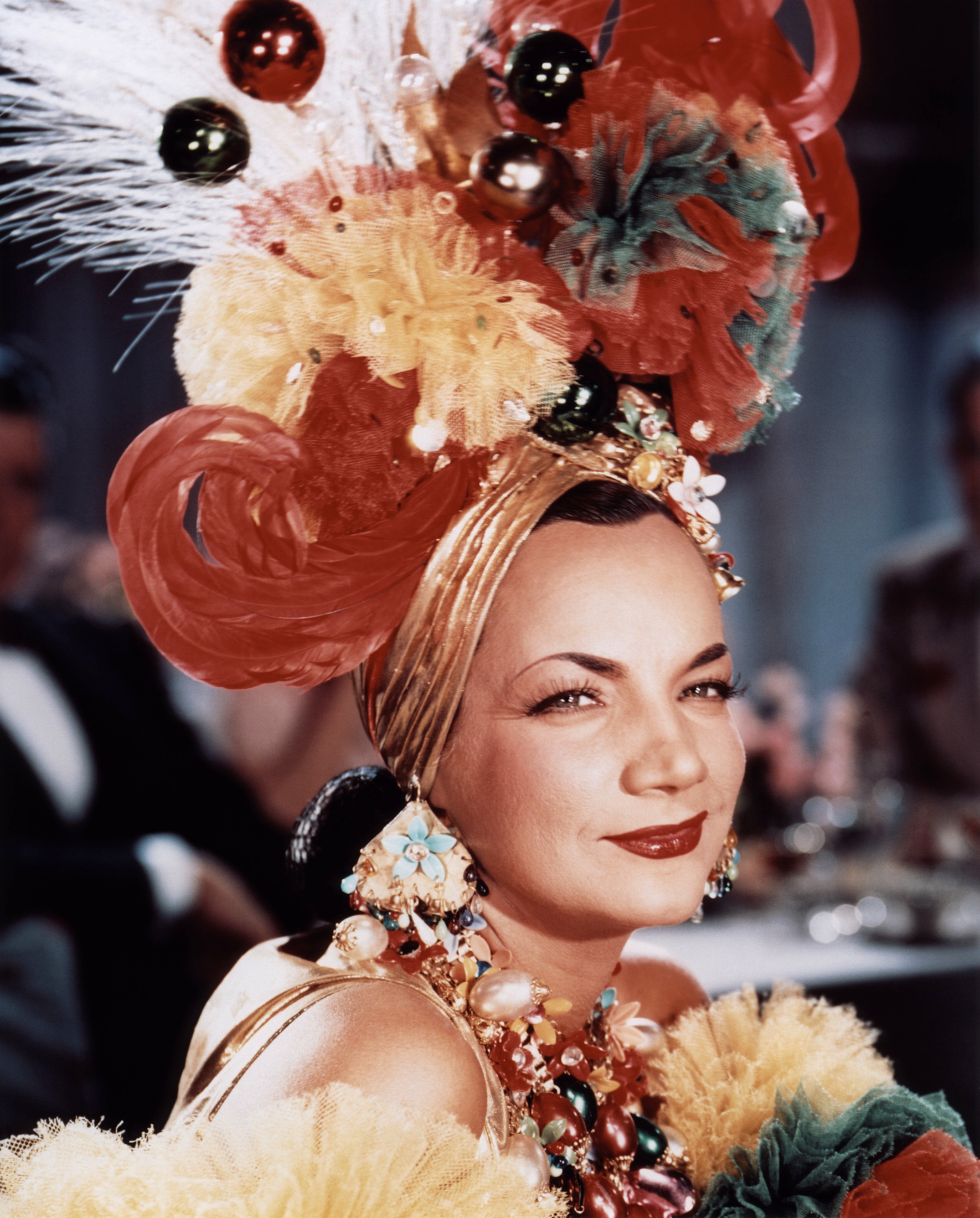
Carmen Miranda em Week-End in Havana (1941).

Rebola a Bola é uma embolada composta por Aloysio de Oliveira, Brant Horta e Nestor Amaral, gravada originalmente por Carmen Miranda com o acompanhamento do Bando da Lua, em 9 de outubro de 1941, pela gravadora Decca.

## Sobre a canção
A letra utiliza versos de "Só... Papo", de Brant Horta e Luperce Miranda, no gênero musical denominado repincado, que foi gravado por Luperce Miranda com o acompanhamento do Bando de Tangarás e vocais de Almirante em 1930, pela gravadora Parlophon. "Rebola a Bola" também foi um dos números musicais apresentados por Carmen no filme Week-End in Havana (1941).
A permanência de Carmen nos Estados Unidos dificultava a renovação de seu repertório, devido à falta de contato direto e contínuo com os compositores brasileiros, o que a obrigava a recorrer a canções já gravadas por outros cantores. Como agravante, em 1941, a sociedade arrecadadora americana, que representava a SBAT, excedeu-se em zelo ao exigir uma porcentagem maior dos direitos autorais, o que impediu a execução das músicas dos compositores da SBAT nos Estados Unidos. Diante dessa situação crítica e com tantos compromissos, Carmen procurava músicas fora do catálogo brasileiro da SBAT, pedindo insistentemente a seu amigo Almirante que as enviasse para ela. Esse foi o motivo pelo qual ela gravou esse tipo de música nos Estados Unidos.